# Jugoslavija na izboru za Pesmu Evrovizije 1991.
Jugovizija 1991. je festival zabavne muzike na kome se birala pesma koja će predstavljati Jugoslaviju na Pesmi Evrovizije 1991. godine. Jugovizija 1991. se održala 9. marta u Sarajevu.
To je bilo poslednja Jugovizija sa svim jugoslovenskim republikama.

## Takmičenje
Originalni naziv takmičenja je bio JRT izbor za pjesmu Evrovizije – Sarajevo '91. Takmičenje se održalo u studiju Televizije Sarajevo. Voditelji su bili Draginja Balać i Senad Hadžifejzović, voditelj sarajevskog TV Dnevnika. Urednici programa su bili Slobodan Terzić i Ismet Arnautalić, a reditelj Slaviša Matić. Samo takmičenje je urađeno u tadašnjem stilu festivala u San Remu. Marketing televizijskog prenosa imao je 16 sponzora raspoređenih tako da je svaka kompozicija imala svog. U Sarajevu su snimane razglednice sa svakim izvođačem posebno, koje su emitovane dok je određeni izvođač izlazio na scenu. Hrvatska televizija i Televizija Beograd su imale po 3 predstavnika, Televizija Crne Gore i Televizija Priština po jednog, dok su ostali tv centri imali po dva predstavnika.

## Kompozicije
| Redosled | Kompozicija           | Izvođač                      | tv centar |
| -------- | --------------------- | ---------------------------- | --------- |
| 01       | Gospode moj           | Tedi Spalato                 | HTV       |
| 02       | Ritam ljubavi         | Zorana Pavić                 | TV BG     |
| 03       | Šta će nebo reći      | Milica Milisavljević-Dugalić | TV PR     |
| 04       | Brazil                | Bebi Dol                     | TV BG     |
| 05       | Ne reci Goodbye              | Miran Rudan                  | RTVSLO    |
| 06       | Čuvaj se ljubavi      | Jelena Džoja                 | TV SA     |
| 07       | Daj mi krilja         | Margarita Hrtistova          | TV SK     |
| 08       | Ime                   | Vesna Ivić                   | TV NS     |
| 09       | Daj povedi me         | Ivana Banfić                 | HTV       |
| 10       | Navaden majski dan    | Helena Blagne                | RTVSLO    |
| 11       | Da li već spavaš      | grupa Šeri                   | TV BG     |
| 12       | Pjesma o tebi         | Ponoćni ekspres              | TVT       |
| 13       | Marina                | Toni Cetinski                | TV NS     |
| 14       | Ma daj obuci levisice | Daniel                       | HTV       |
| 15       | Molitva               | Anastasija Nizamova          | TV SK     |
| 16       | Bez tebe              | Zerina Cokoja                | TV SA     |

## Glasanje

### Pravilnik o glasanju
Glasanje na Jugoviziji bilo je utvrđeno pravilnikom Jugoslovenske radio-televizije. Jugoslovenski žiri brojao je 24 člana. Svaki televizijski centar imenovao je žiri od po tri autoritativne ličnosti koje su glasale pojedinačno. Dva člana žirija morala su profesionalno da se bave zabavnom ili pop muzikom, a jedan od članova žirija je morao biti mlađi od 30 godina. Prema pravilniku, svaki član žirija je morao pojedinačno da glasa za pet kompozicija bez obzira iz kojeg je televizijskog centra, da ih rangira i dodeli bodove tako što bi petoj kompoziciji dodelio jedan bod, četvrtoj dva, trećoj tri boda, drugoj pet bodova, a prvoj, najboljoj kompoziciji, 7 bodova. Pobenička pesma bila bi ona kojoj je dodeljen najveći broj bodova. U slučaju da dve ili više pesama osvoji isti broj bodova, odnosno podele prvo mesto, za pesmu JRT proglašava se ona kompozicija kojoj je dodeljen najveći broj najviših ocena, idući redom od najvišoj ka najnižoj oceni. Glasanje je kontrolisala osoba koja je bila postavljena za sekretara glasanja u JRT žiriju.
Proveru ispravosti glasanja na Jugoviziji 1991. obavljao je sekretar Jugoslovenskog žirija Dušan Hren, urednik Televizije Slovenija. Zapisnik je vodila Dragana Antonović, predstavnik radne zajednice JRT-a, kod koje su se nalazili kovertirani glasovi žirija.

### Članovi žirija
Netrepeljivost između republika SFRJ osetila se tokom glasanja.
Prvo uključenje je bilo u Zagreb, u studio Hrvatske televizije. Članovi hrvatskog žirija su bili:
- Stipica Kalođera, kompozitor,
- Danijela Bilbija, odbojkašica Mladosti i
- Ivica Krajač, muzičar koji je predstavljao Jugoslaviju na Pesmi Evrovizije 1969. godine

Oni su glasali taktički. Najviše poena su dodelili svojim predstavnicima, a predstavnicima TV Beograd nisi dali ni jedan bod.
Uključenje iz Beogradskog studija vodila je Majda Ropret. Članovi žirija su bili:
- Boba Stefanović, pevač i kompozitior,
- Katarina Gojković, glumica i
- Laza Ristovski, kompozitor.

Taktičko glasanje je bilo i ovde prisutno. Sve troje je dalo najviše poena predstavniku RTB-a, pesmi „Brazil“.
Treće uključenje je bilo studija TV Priština. Članovi žirija su bili:
- Ljiljana Đorđević, muzički urednik Radio Prištine,
- Dragan Nikolić, muzičar i
- Anđela Karaferić, student medicine iz Prištine.

Svaki član žirija je najveći broj poena dao pesmi „Brazil“.
Uključenje iz studija TV Slovenija vodila je Miša Molk, voditeljka TV Slovenija , koja je vodila Jugoviziju 1988. godine. Članovi slovenačkog žirija su bili:
- Nino Robič, muzički urednik Radio Slovenija,
- Tomaž Domicelj, muzički producent i
- Tanja Ribič, glumica.

Nijedan bod nisu dobile pesme koje su predstavljale TV Beograd.
Žiri TV Sarajevo su činili:
- Fadil Redžić, muzički producent,
- Jadranka Crnogorac, mužička urednica Radio Sarajeva i
- Anton Josipović, bokser

Svaki član žirija najveće poena dao je predstavnicima HTV-a, Ivani Banfić i Danielu, a nijedan bod predstavnicima RTB-a.
Žiri TV Skoplje činili su:.
- Mario Lipša, muzičar,
- Jana Andreevska, kompozitor i
- Stole Popov, filmski režiser

Ponovo su izostali glasovi predstavnicima RTB-a.
Žiri Televizije Novi Sad bio je u sledećem sastavu:
- Mladen Vranešević, kompozitor,
- Gordana Dean-Gačić, koreograf i
- Jovan Adamov, kompozitor i urednik emisije Muzički tobogan.

Dvoje od tri člana žirija najviše bodova dalo je pesmi „Brazil“, predstavniku RTB-a.
Poslednje uključenje je bilo u Televiziju Crne Gore. U žiriju su bili:
- Goran Pejović, kompozitor, vođa grupe Katapult,
- Aco Đukanović, muzički producent i
- Rade Keković, pevač i maneken.

Pobednika je odlučilo glasanje žirija TV CG. Bebi Dol je dobila 2 poena od Gorana Pejovića i Aca Đukanovića. U tom momentu pesme „Brazil“ i „Daj obuci levisice“ imale su isti broj bodova, 66. Treći član žrija iz TV CG pesmi „Brazil“ dao je 2 poena, dok pesmi „Daj obuci levisice“ nije dodelio nijedan bod. Time je pobedila Bebi Dol sa pesmom „Brazil“.

### Poredak prvih pet na tabeli
| Mesto | Kompozicija           | Izvođač       | tv centar | broj bodova |
| ----- | --------------------- | ------------- | --------- | ----------- |
| 1     | Brazil                | Bebi Dol      | TV BG     | 68          |
| 2     | Ma daj obuci levisice | Daniel        | HTV       | 66          |
| 3     | Daj povedi me         | Ivana Banfić  | HTV       | 57          |
| 4     | Bez tebe              | Zerina Cokoja | TV SA     | 52          |
| 5     | Gospode moj           | Tedi Spalato  | HTV       | 29          |

## Pobednik Jugovizije 1991.
Glasanjem poslednjeg člana žirija iz TV CG odlučeno je da pobednik Jugovizije sa 2 boda razlike bude Bebi Dol sa pesmom „Brazil“. Muziku za pesmu „Brazil“ napisao je Zoran Vračevič, tekst Bebi Dol, aranžman Slobodan Marković. Na tabeli po tv centritma bilo je prikazano da je pesma „Brazil“, predstavnik tv Beograd, dobila ukupno 7 bodova od članova žirija TV Crna Gora, 21 bod iz TV Beograd, 21 bod iz TV Priština, iz TV Novi Sad ukupno 19 bodova, dok iz ostalih tv centara JRT-a nije dobila nijedan bod.

## Neuspeh na Pesmi Evrovizije
Na Pesmi Evrovizije 1991. godine u Rimu, Bebi Dol je nastupila prva uz totalno drugačiji aranžman. Naime, JRT je Evroviziji poslala pesmu sa drugacijim aranžmanom i korigovanim tekstom od one koja je pobedila na Jugoviziji, da bi Bebi Dol u Rimu 4.maja 1991. izvela pesmu sa sasvim trećim aranžmanom. Došlo je do neslaganja orkestra RAI-a i dirigenta Slobodana Markovića, tako da je ispalo da je na Jugoviziji praktično izglasana jedna pesma, a da se na Pesmi Evrovizije čula potpuno druga. Jedan bod sa Malte bio je dovoljan za pretposlednje, 21. mesto na Pesmi Evrovizije. Upravo su ovako loš plasman pesme Brazil engleski kritičari iskoristili za dokazivanje tvrdnje da je Pesma Evrovizije prevaziđena forma zatvorena za savremene trendove u pop muzici.

## Zanimljivosti
- Svaki član žirija je mogao da glasa za predstavnike svog tv centra.
- Na kraju takmičenja, voditelj Jugovizije 1991., Senad Hadžifejzović je pozvao pobednika RTB-a, Bebi Dol da izađe na scenu i izvede pobedničku pesmu Brazil sa rečima: „Izađite na scenu da izvedete pobedničku kompoziciju. Mislim, ako hoćete“. Bebi Dol je izašla na scenu i izvela pobedničku kompoziciju nakon čega je usledila odjavna špica, dok voditelji nisu ni odjavili program.
- Jugovizija 1991. je poslednja Jugovizija na kojoj su učestvovale sve jugoslovenske republike.
- Na dan održavanja takmičenja u Beogradu su se održavale velike opozicione demonstracije protiv vladavine Slobodana Miloševića.[8] Neposredno pred početak Jugovizije, na ulice Beograda izašli su tenkovi. Dok su tenkovi na ulicama glavnog grada razbijali demonstracije, u Sarajevu je postojala mogućnost da se takmičenje ne održi.
- Aleksandra i Kristina Kovač, ćerke Kornelija Kovača, danas popularne pevačice su na Jugoviziji 1991. pevale prateće vokale svim troma predstavnicima TV BG. Takođe, one su pevale prateće vokale Bebi Dol na Pesmi Evrovizije 1991. u Rimu.
- RTB je snimio čak tri muzička spota za pesmu Brazil. Dva spota su bila snimljena za pesmu na srpskom jeziku, dok je treći spot bio snimljen za englesku verziju pesme. U to vreme je bio snimljen film Emira Kusturice Dom za vešanje, pa je jedan od spotova za pesmu otpevanu na maternjem jeziku bio kratka forma filma. Taj spot je poslat kao zvanični spot predstavnika JRT-a.
- Za loš plasman na Pesmi Evrovizije mnogi su krivlili lošu situaciju u Jugoslaviji. Dva dana pred samo takmičenje došlo je do incidenta u Borovom Selu, između hrvatske policije i srpskih snaga, gde je poginulo 12 hrvatskih policajaca. Taj događaj su prenele sve svetske stanice, pa je na konferenciji za štampu Bebi Dol morala da odgovara na neugodna pitanja vezana za političku situaciju u Jugoslaviji.